# Vida cel·lular
La vida cel·lular és la vida dotada de cèl·lules. El sentit habitual del terme «vida» implica que un organisme tingui o bé una estructura unicel·lular o bé una estructura multicel·lular.
Tanmateix, l'adjectiu «cel·lular» implica l'existència de vida terrestre «no cel·lular». Aquest punt de vista inclou sovint la classificació dels virus com a formes de vida.
A l'hora de parlar dels dominis de la vida, de vegades s'utilitza el terme Cytota com a nom d'un regne, domini o imperi, per distingir la vida cel·lular de la vida no cel·lular (denominada Acytota).Aquestes serien les dues úniques subdivisions de la vida terrestre – també coneguda com a organismes terrestres, Biota, Naturae o Vitae.
El debat sobre la possibilitat que la vida sigui cel·lular i no cel·lular s'ha intensificat recentment a causa del descobriment l'any 2003 que Mimivirus és molt gran, té gens per centenars de proteïnes i pot fabricar algunes proteïnes que estan implicades en la síntesi d'altres proteïnes. Aquest descobriment ha suggerit a alguns viròlegs i bacteriòlegs que hi hauria d'haver un quart domini de la vida, un domini víric, a més dels dominis cel·lulars dels arqueus, bacteris i eucariotes.